# Marcel Janssens
Pour les articles homonymes, voir Janssens.
Marcel Janssens est un coureur cycliste belge, né le 30 décembre 1931 à Edegem et mort le 29 juillet 1992 à Nukerke.

## Biographie
Il a été champion de Belgique sur route amateurs en 1951.
Il devient professionnel en avril 1954 et le reste jusqu'en 1965. Il participe à six Tours de France et se classe 32e en 1956, 2e en 1957, 25e en 1959. Il abandonne en 1958, en 1960 et en 1963. Il remporte deux étapes : la première dans le Tour 1957 dans la 4e étape de Rouen à Roubaix et la deuxième dans le Tour 1959 dans la 10e étape de Bayonne à Bagnères-de-Bigorre.
Le Tour de France 1957 est probablement le point culminant de sa carrière. Lors de la quatrième étape (qui emprunte des secteurs pavés), il met fin à la série victorieuse des coureurs français en s'imposant à Roubaix, grâce à une longue échappée solitaire,. Coureur complet, il se distingue ensuite en haute montagne dans la dixième étape (Thonon-les-Bains - Briançon) en terminant deuxième derrière Gastone Nencini, tout en étant passé en tête au sommet du Galibier. Il remonte ainsi à la quatrième place au classement général, et devient l'une des principales menaces pour l'équipe de France. Dans les Alpes, il confirme son statut avec notamment une troisième place sur l'étape Saint-Gaudens-Pau, qui emprunte les cols du Tourmalet et de l'Aubisque. Il reste toutefois loin d'Anquetil, dominateur dans les contre-la-montre, qui s'est également octroyé une avance décisive au neuvième jour de l'épreuve à Thonon-les-Bains. À Paris, il se classe deuxième du classement général, à près de quinze minutes du vainqueur normand, qui remporte le premier de ses cinq Tours de France.

## Palmarès
| - 1951 - Champion de Belgique sur route amateurs - 1952 - 1re étape du Tour du Limbourg amateurs - 1953 - Bruxelles-Liège - 6eb étape du Tour de Belgique amateurs - 6ea et 8e étapes du Tour de Catalogne - 6ea étape du Tour de Belgique indépendants - Circuit des régions flamandes des indépendants - 3e du Circuit Dinantais - 3e du Circuit de la Meuse - 1955 - Escaut-Dendre-Lys - Grand Prix du Brabant wallon - Tour de l'Ouest : - Classement général - 1re étape - 2e du Grand Prix de l'Escaut - 2e du Trophée Baracchi (avec Jean Brankart) - 3e du Grand Prix des Nations - 5e du championnat du monde sur route - 10e du Tour de Lombardie - 1956 - 2e du Grand Prix de l'Escaut - 1957 - 4e étape du Tour de France - 2e du Tour de France - 4e de la Flèche wallonne - 7e du Challenge Desgrange-Colombo - 1958 - 2e étape du Tour de Romandie - 2e du Grand Prix Stan Ockers - 2e de Bruxelles-Bost - 3e du Circuit des Trois Provinces (Avelgem) - 5e du Tour des Flandres - 6e du Tour de Romandie - 7e de Paris-Roubaix - 10e de Milan-San Remo | - 1959 - Anvers-Ougrée - 10e étape du Tour de France - 2e du Circuit des régions fruitières - 2e de la Flèche wallonne - 2e du Grand Prix Flandria - 2e de la Coupe Sels - 2e de Anvers-Liège-Anvers - 3e de Paris-Roubaix - 3e du Circuit de Belgique centrale - 3e du Circuit des régions flamandes - 1960 - Bordeaux-Paris - 2eb étape des Trois Jours d'Anvers (contre-la-montre par équipes) - 10e de Liège-Bastogne-Liège - 1961 - 2e de Paris-Roubaix - 2e du Grand Prix de l'Escaut - 5e de Paris-Bruxelles - 5e de Bordeaux-Paris - 1962 - 5e étape du Tour d'Espagne (contre-la-montre par équipes) - 3e de Bordeaux-Paris - 1963 - 3e du Circuit des régions frontalières - 4e de Paris-Roubaix - 1964 - 2e du Circuit du Brabant central - 2e de la Flèche anversoise - 3e du Tour du Condroz |  |

## Résultats sur les grands tours

### Tour de France
6 participations
- 1956 : 32e du classement général
- 1957 : 2e du classement général, vainqueur de la 4e étape
- 1958 : abandon (6e étape)
- 1959 : 25e du classement général, vainqueur de la 10e étape
- 1960 : abandon (11e étape)
- 1963 : abandon (6e étape)

### Tour d'Italie
3 participations 
- 1956 : abandon (5e étape)
- 1957 : 20e du classement général
- 1963 : abandon

### Tour d'Espagne
1 participation 
- 1962 : 32e du classement général, vainqueur de la 5e étape (contre-la-montre par équipes)